# Pelargonium fergusoniae
Pelargonium fergusoniae är en näveväxtart som beskrevs av Harriet Margaret Louisa Bolus. Pelargonium fergusoniae ingår i släktet pelargoner, och familjen näveväxter. Inga underarter finns listade i Catalogue of Life.